# Eusterinx solida
Eusterinx solida là một loài tò vò trong họ Ichneumonidae.